# Serin totta
Crithagra totta
Espèce
Statut de conservation UICN

 LC  : Préoccupation mineure
Synonymes
- Serinus totta

Le Serin totta (Crithagra totta) est une espèce de passereaux de la famille des Fringillidae.

## Distribution
Sud et sud-ouest de la Province du Cap (de Citrusdal, à l’ouest, à Grahamstown et Addo National Park à l’est; au nord, jusqu’aux monts Kobe).

## Habitat
Ce serin fréquente une large gamme d’habitats comme le maquis, les fourrés des versants et des sommets rocheux, les collines broussailleuses, la végétation haute en lisière de forêt, les formations de grandes protées Protea sp. côtières et riveraines, les vastes clairières de forêts et, occasionnellement, les plantations de pins et les boisements d’acacias Acacia cyclops, du niveau de la mer à 1000 m d’altitude. C’est également un serin familier des jardins et des parcs de villes proches des montagnes (Fry & Keith 2004).

## Alimentation
Son régime alimentaire comporte des graines, des bourgeons, du nectar, des particules de fleurs et très peu d’insectes. Il recherche sa nourriture dans les protées, les leucodendrons, les bruyères Erica plunkeneti, les plantes herbacées du genre Restio, apparemment pour leurs graines. Sur 153 observations de nourrissage, la plus grande proportion (28%) revenait aux graines de Ficinia, cypéracées mais il se nourrit aussi de différentes parties, surtout des graines, de Thamnochortus, Leucadendron, Restio, Athanasia, Metalasia, Erica, Cliffortia, Elytropappus, Stoebe et Chenopodium (Milewski 1978). Hockey et al. (2005) ont répertorié, en plus, des graines de Thamnocortus, Protea, Metalasia, Dicerothamnus rhinocerotis, Chenopodium, Widdringtonia (cèdre); des fleurs, du nectar et des insectes.

## Mœurs
Les serins hottentots se tiennent en couples ou en groupes généralement de 6 à 15 oiseaux. Une troupe de 150 individus a été observée en nourrissage sur une aire riche en plantes herbacées montées en graines. En automne, de grandes troupes fourragent dans les graminées en compagnie de serins du Cap et d’astrilds à joues noires.

## Nidification
Skead (1960) avait été parmi les premiers à établir que le serin hottentot est un nicheur cavitaire. Dans son livre The Canaries, Seedeaters and Buntings of southern Africa, une photo en noir et blanc montre une femelle en train d’aménager une coupe de brindilles à l’intérieur d’une cavité de rocher. Selon Steyn & Myburgh (1980), l’emplacement peut être une cavité, une crevasse, une niche dans une corniche ou sur une paroi rocheuse avec des fougères ou autre végétation dissimulant le nid et, dans un cas (rare), un trou dans le tronc d’un grand arbre à 3,60 m du sol. Le nid est une coupe peu profonde de radicelles et de fines herbes sèches tapissée intérieurement de très fines herbes avec, parfois, de la laine, des poils et du duvet végétal, surtout de protée. Le site de nidification est le flanc d’une colline rocailleuse. Ces auteurs rapportent aussi un cas de parasitisme de couvée par le coucou solitaire Cuculus solitarius et le premier cas de nidification sur une structure artificielle.
Selon Fry & Keith (2004), il peut y avoir deux couvées dans l’année (septembre et décembre) avec, dans un cas, un second nid construit cinq semaines plus tard, à seulement 1,75 m du premier nid. Dans un autre cas, la même cavité de rocher fut utilisée pour deux nids en l’espace de deux ans. Les nids sont généralement construits à proximité de chutes ou de cours d’eau. La femelle le construit seule, accompagnée par le mâle lors de la collecte des matériaux. La ponte se compose de trois à cinq œufs (généralement trois ou quatre) blancs immaculés.